# Sant Pèire de la Faja
Sant Pèire de la Faja (en francès Saint-Pierre-de-la-Fage) és un municipi occità del Llenguadoc, situat al departament de l'Erau, a la regió d'Occitània.